# Опасне девојке 2
Опасне девојке 2 (енгл. Mean Girls 2) амерички је тинејџерски и хумористички телевизијски филм из 2011. године у режији Мелани Мејрон. Наставак је филма Опасне девојке из 2004. године. Премијерно је приказан 23. јануара 2011. године за ABC Family. Главне улоге глуме Меган Мартин, Џенифер Стоун, Мајара Волш, Никол Гејл Андерсон, Клер Холт, Дијего Бонета и Линден Ешби. Тим Медоуз је једини члан глумачке постане оригиналног филма који је поновио своју улогу.

## Радња
Џо Мичел, 18-годишња матуранткиња из Охаја, похађа Средњу школу Норт Шор у нади да ће уписати Универзитет Карнеги Мелон, алма матер њене покојне мајке. Међутим, првог дана наилази на клику под називом „Пластичарке”, коју чине Менди Ведерли, самопроглашена вођа; Честити Мајер, девојка са јаким либидом; и Хоуп Плоткин, хипохондар. Џо такође упознаје Аби Хановер, коју Менди за ривалом. Упркос Џоиним покушајима да избегне Пластичарке, долази до сукоба између њих и Аби.
Џоин отац је механичар који обнавља моторе за NASCAR. Због њега и сама Џо постаје прилично добра механичарка, док касније иде у напредни разред, где упознаје Тајлера и заљубљује се у њега. Њено главно превозно средство је Vespa скутер. Наратор филма открива да је Џоина мајка умрла пре него што је она напунила годину дана.
Након што Џо одвезе Аби кући, она упознаје Абиног оца, успешног комерцијалног предузетника који нуди да плати Џоину школарину за колеџ уколико прихвати да буде Абина пријатељица. Џо невољно прихвата, мотивисана жељом да похађа Карнеги Мелон. Џо, Тајлер и Аби постају блиски пријатељи, док Џо сазнаје да је Тајлер Мендин полубрат. Менди покреће рат подвала, тако што је унишла мотор који поправља Џоин отац.
Када Џо и Аби открију да Менди приређује рођенданску журку, Џо одлучује да Аби направи своју журку. Након што нико не дође на Мендину журку, Пластичарке чују музику из Абине куће, Хоуп додаје супстанце у пицу коју је наручила за Аби. Након што Џо примети да пица чудно мирише, она примети Хоуп како такође плаћа достављачу и открива шта се дешава. Када Пластичарке дођу на Абину журку, виде да нико не повраћа. Након што Ник, Мендиин дечко, не види никакву храну, Џо му даје пицу коју је Хоуп наручила, након чега га Менди пољуби, а он поврати по њој.
Џо, Аби и Квин, аутсајдерка која ради за школске новине, оснивају нову клику под називом „Антипластичарке” и изводе неколико подвала над Честити и Хоуп. Када Џо покуша да врати новац који јој је фао Сидни Хановер да би се дружила са Аби, Менди чује разговор и користи ове информације против ње. Након овога, Тајлер и „Антипластичарке” окрећу се против ње.
Менди и Ник краду новац за добротворну помоћ, који је намењен за помоћ групи за заштиту животиња. Менди поставља новац у Џоину шупу, а затим шање анонимну доају директору Дувалу у којој се наводи да је новац тамо. Захваљујући Квининој несвесној издаји, Џо бива избачена из школе, али пронађе Менди и изазове је на утакмицу фудбала. Менди испрва одбија, али касније схвата да мора прихватити како би остала популарна, те пристаје.
Тајлер и Антипластичарке покушавају да помогну Џо да докаже своју невиност уз помоћ школског техничара, Елиота. Након што су Антипластичарке победил на фудбалској утакмици, Менди и Ник су ухапшени након што Елиот проналази фотографије на којима подмећу новац у Џоину кућу и шаље их свима на утакмици. Директор Дувал се извињава Џо због грешке. На школском плесу, Аби и Елиот су изабрани за краља и краљицу (захваљујући Џо која је одустала од такмичења), а Џо и Тајлер се љубе.
Филм се завршава тако што Џо и Еби одлуче да заједно похађају Универзитет Карнеги Мелон, док Тајлер похађа Универзитет Пен Стејт (вероватно са фудбалском стипендијом), који се налази на неколико минута од Карнеги Мелона, а Квин преузима позицију коју је дуго прижељкивала — вође Пластичарки. Иако су и Менди и Ник принуђени на друштвено користан рад и било им је дозвољено да дипломирају (захваљујући њиховим родитељима који су донирали нову библиотеку за школу), изгубили су популарност због својих окрутних поступака, чиме је Менди стекла негативну репутацију. Честити сазнаје значење свог имена, а Хоуп почиње да ради на превазилажењу страха од микроба.

## Улоге
| Глумац              | Улога                |
| ------------------- | -------------------- |
| Меган Мартин        | Џо Мичел             |
| Џенифер Стоун       | Аби Хановер          |
| Мајара Волш         | Менди Ведерли        |
| Дијего Бонета       | Тајлер Адамс         |
| Никол Гејл Андерсон | Хоуп Плоткин         |
| Клер Холт           | Честити Мајер        |
| Бетани Ен Линф      | Квин Шин             |
| Тим Медоуз          | Рон Дувал            |
| Линден Ешби         | Род Мичел            |
| Дон Ламкин          | Сидни Хановер        |
| Рода Грифис         | Илен Хановер         |
| Колин Денард        | Елиот Голд           |
| Патрик Џонсон       | Ник Зимер            |
| Мајк Пњевски        | господин Џијамати    |
| Кели Гилмор         | матуранткиња         |
| Вили Ларсон         | Меј                  |
| Џулијет Ким         | Лин                  |
| Амбер Волас         | Вајолет              |
| Отумн Дајал         | каратисткиња         |
| Кејтлин Е. Булик    | рагбитскиња          |
| Рејчел Елиспуф      | девојка у кафетерији |